# Georgianna Kathleen Symonette
Georgianna Kathleen Symonette, född 1902, död 1965, var en bahamansk feminist. Hon var grundare av kvinnoförbundet av Progressive Liberal Party och en av grundarna av Bahamas Women’s Suffrage Movement (WSM) 1958.